# 石橋一彦
石橋 一彦（いしばし かずひこ、1941年2月 - ）は日本の構造学者。長崎県出身。東京大学工学部建築学科卒。専門は建築構造・材料、鉄筋コンクリート構造、耐震構造。千葉工業大学工学部教授。千葉県耐震判定協議会委員長。建築の学生からは、同学科の橋本篤秀教授、長橋純夫教授とあわせて、”構造の三橋（こうぞうのさんばし）”と呼ばれ親しまれている。